# João Leite
João Leite da Silva Neto (Belo Horizonte, 1955. október 13. –) brazil labdarúgókapus, politikus.